# 湖畔花園
湖畔花園（葡文：Jardim do Lago）位於澳門氹仔雞頸馬路旁，大潭山郊野公園的入口位置，佔面積約2400平方公尺。公園中央有一安裝噴泉設施的水池，是附近山水匯集之處，公園亦用此而得名。

## 歷史
建於1982年，花園主色調呈黃紅色。園內有一小湖，是附近山水的匯集處，亦是昔日政府作為儲備食水之用，花園由此而得名。後由政府將此湖改建觀賞湖。湖心有一小噴泉，配合音樂作高低噴射。公園中的水池旁建有一個舊式的洗衣槽和水石磨，據悉曾是附近居民洗濯衣物之處。花園依山而建，是行山徑的入口，不少人習慣直接由花園右方的司徒澤雄神父馬路直上大澤山環山徑。園內亦設有兒童遊樂設備。

## 交通

### 巴士
T409 湖畔公園（Jardim do Lago）
路線：26、30、30X、34、35、56、MT3

## 外部連結
- 澳門自然網：湖畔花園之簡介